# Always Brando - Quand tombent les étoiles
Always Brando - Quand tombent les étoiles è un film del 2011 scritto e diretto da Ridha Behi.

## Trama
Fin dalla prima sequenza del film si è catapultati nel mondo del cinema di Marlon Brando, il mitico attore che pur non essendo presente come personaggio, ritorna costante nei discorsi e nelle vicende che i protagonisti attraversano, fino a diventare un'ossessione. In realtà la presenza di Brando nel film è siglata da brevi spezzoni di scene dell'attore hollywoodiano accompagnate dalla voce narrante del regista stesso che quasi come in un documentario racconta la storia del suo progetto, e soprattutto dei suoi incontri con il divo. La voce over del regista si alterna alla vera e propria storia del film permettendo allo spettatore di capire qualcosa in più delle vicende che hanno portato alla sua realizzazione: si capisce come Brando fosse realmente intenzionato a prendere parte alla riprese di questo film e di come la morte, avvenuta proprio a poche settimane dall'inizio dei lavori, glielo abbiamo impedito, risultando un evento devastante per il regista stesso. In ogni singola parola di Ridha Behi poi, ritorna il costante rispetto nei confronti di un uomo che nonostante la sua grandezza, avesse deciso di collaborare con lui portando sulla scena la realtà tunisina.
È proprio il regista che allontana lo spettatore dalla finzione iniziale nella quale è immerso guardando delle scene di Queimada, iniziando a descrivere l'attore del quale ricorda la bellezza e la grande presenza, seppur capace di tenersi lontano dai riflettori. La tensione generata è dissolta nel momento in cui è presentata la prima vera sequenza del film: una meravigliosa panoramica mostra tutto il paesaggio tranquillo della Tunisia nel quale avrà luogo la vicenda, come se lo spettatore dovesse fissare bene nella mente questo limite invalicabile della terra, del villaggio dal quale allontanarsi significa tradimento e catastrofe.
Il protagonista, Anis, è inquadrato fin dall'inizio nella realtà quotidiana mentre gioca con la sua ragazza Zina, lanciando nell'acqua delle barchette di carta. Si scoprirà poco dopo che tra i due ci sono anche promesse di nozze. Subito dopo vengono presentati tutti i tratti fondamentali che caratterizzano l'esistenza di Anis nel piccolo paese: l'attività nel bar (che è il suo mondo fino a quel momento e che comunque rappresenta quasi una prima trasgressione perché sua madre non aveva mai accettato quell'occupazione), i suoi “amici” o quantomeno le persone che girano attorno all'attività (tra questi spiccano il migliore amico Lamine, molto attento al guadagno e proprietario di un negozio di DVD, e la figura comica Tatay, un ragazzo nullafacente e un po' ingenuo, legato ad ogni vicenda della storia, quasi alle dipendenze degli altri due più esperti della vita), la sua “famiglia” dalla quale si è allontanato per l'attività del bar e che sicuramente non è per lui un motivo di gioia: la madre si è risposata con un uomo, dopo la morte del padre di Anis, che il ragazzo non riconosce come padre e che ha un atteggiamento violento nei confronti della donna arrivando anche a picchiarla.
Impossibile non capire come l'arrivo della troupe americana nel piccolo villaggio della Tunisia sia un evento sconvolgente destinato a cambiare qualcosa nel corso della vicenda. Le grosse macchine e la tensione creata dalla musica sono lo sfondo ideale per questi attori e registi che subito notano qualcosa di sorprendente in Anis. È il suo volto che inizialmente colpisce i produttori, che invece poi saranno catturati anche dalla presenza e dalla capacità attoriale. È l'inizio della collaborazione con il giovane che lo porterà ad un tragico abbandono delle sue origini per proiettarsi verso un mondo che in realtà non riuscirà mai a raggiungere.
Incerto se accettare o meno il contratto con gli americani, Anis si confida con Zina che preoccupata, non è assolutamente d'accordo quando lui sostiene che il cinema lo salverà, aiutandolo ad andare via da quel paese: appare chiaro quindi, come il desiderio del protagonista sia quello di emergere ad Hollywood soprattutto per allontanarsi da quella realtà, che come dirà dopo, è per lui “miserabile”. Da questo momento del film, ogni azione del protagonista appare nettamente in contrasto con le tradizioni e la forte religiosità e devozione degli altri personaggi. Il cinema ha cambiato tutto ed è davvero la scossa per il piccolo villaggio.
L'intervento del regista con la sua voce esterna, appare provvidenziale. Ricorda come nel cinema arabo sia stato necessario l'utilizzo della luce e della sabbia e lo sfruttamento delle persone a volte anche troppo eccessivo (viene riportato l'esempio di Indiana Jones e della confusione creata in un villaggio nel momento delle riprese). Ma la frase più importante è quella che quasi anticipa il significato di tutto il film, diventando morale per la vita del protagonista: il cinema può creare sogni, ma può creare anche catastrofi.
Prosegue la vicenda e le riprese. Tra i momenti più importanti e in contrasto con la mentalità tunisina del villaggio si possono sottolineare: il tentativo di Lamine di arruolare comparse e bestiame per le riprese, diventando quasi un factotum per le troupe; una ragazza venduta dal padre per ottenere soldi in cambio di fotografie, evento che suscita scompiglio e disapprovazione; le prime riprese di Anis nel ruolo di schiavo per la regina di Atlantide (il film che gli americani stanno girando nel paesino); Tatay, costretto a lanciarsi da un'altura per una ripresa, situazione che spaventa terribilmente il ragazzo che turbato scoppia in un pianto (probabilmente già scioccato dalla precedente visione di un'attrice americana nuda), chiedendo perdono a suo nonno morto verso il quale la sua devozione è totale.
La netta separazione tra le trasgressione che porta la troupe e che Anis assimila e la devozione dei personaggi è rappresentata dalla scena del bacio dei due ragazzi nella sacra tomba che venerano: lui non si fa problemi nel compiere quel gesto, mentre Zina, timorata scappa allontanandosi da quel luogo.
Anis è completamente abbagliato dal sogno del cinema e le parole illusorie di James (anziano attore e produttore della troupe, che per primo dall'inizio ha mostrato interesse per il ragazzo) non fanno altro che allontanarlo sempre di più dalla realtà. A lui è permesso di abitare nell'albergo con la produzione e di girare per il paese con una macchina di lusso con la quale andrà anche a prendere Zina per un giro insieme: forse l'ultimo e unico momento di spensieratezza e gioia tra i due, dopo l'arrivo degli americani. I due si lasciano trasportare dalle note di una canzone che la ragazza intona felice.
Ma il giovane è sempre più convinto della sua somiglianza con l'attore e nei pochi momenti di ripensamento l'astuto James è pronto a tutto pur di non fargli perdere la determinazione. Permette, quasi costringe il ragazzo a vedere i vecchi film di Brando e lo coinvolge truccandolo come lui e facendogli provare delle battute famosissime. Gli racconta di conoscere il divo e gli fa la proposta, che si rivelerà falsa, di girare un film per Hollywood che parli proprio della vita di Marlon Brando, il cui attore sia Anis, con la speranza di incontrare anche il mito. Le sere trascorse in albergo si rivelano letali per il giovane tunisino che è completamente abbagliato da questa realtà e che quasi non riesce più a distinguere la realtà dalla finizione. È ormai convinto di avere un ruolo determinante e certo di poter sfondare a Hollywood finché non capisce che le numerose lusinghe, e il rapporto morboso che si è creato con James, hanno in realtà un secondo fine. L'anziano attore, vuole vivere un'esperienza sessuale con il giovane Anis, che inizialmente rifiuta evitando le carezze e le avances.
Tutto però si svela: è arrivata la fine di questo sogno. Una ragazza della troupe rivela ad Anis che in realtà James non ha più molto successo a Hollywood, e quindi certamente non conosce Brando, e che la partenza di tutti gli attori è fissata dopo pochi giorni. Anis non riesce più a capire la realtà e continua a credere nel suo sogno di successo.
La sera prima della partenza viene organizzata una festa nella quale il giovane Brando, preso dall'euforia, beve del vino sotto gli occhi di James (che fino a quel momento aveva sempre rifiutato), inquadratura alla quale il regista presta particolare attenzione, quasi come se lo spettatore dovesse notare da quel gesto che qualcosa di pericoloso sta per accadere. È davvero così. Il giovane si ubriaca e si trova il mattino dopo nel letto di James che prima di andarsene lo saluta, baciandolo in fronte e lasciandolo solo con tante promesse ingannevoli (tra queste il tanto desiderato visto per poter andare in America, che agli arabi, dopo l'11 settembre, non viene più concesso facilmente) e con qualche soldo.
La vita di Anis è completamente contaminata, non riesce più a capire i consigli degli amici che vanno a trovarlo nell'albergo nel quale si rifugia quasi come chiuso in un castello, e dell'innamorata Zina. Passa le sue giornate guardando film di Brando e pensando che quello è il suo vero mondo.
In un momento di debolezza Zina si confida con Lamine, rimproverandolo di essere l'amico di sempre di Anis e che adesso dovrebbe aiutarlo dandogli dei soldi (intanto Lamine ha avviato un'attività come giuda per i turisti del paesino dove appunto è stato girato il film Atlantide) e che non sa se lui la meriti o meno, ma lei sicuramente non lo abbandonerà.
Parlando poi con il vecchio ricco signore del paese la ragazza guardando il cielo dice: non so come nascano e come muoiano le stelle, ma alla fine cadono sempre. Forse c'è la consapevolezza dei rischi aiutando Anis, ma Zina decide di andare fino in fondo. Si vende al vecchio del villaggio, per ottenere i soldi per il visto e mette Anis in contatto con un suo conoscente per farlo arrivare nella terra dove spera di avere il successo: “ecco i soldi per la tua America!”, sono queste le parole della ragazza che risuonano sullo schermo in una delle ultime inquadrature.
Soldi pieni di compromessi, soldi sporchi ma che per avere sarebbe stato disposto ad ogni cosa (una sera addirittura tenta con la forza di prenderli all'indovina del paese).
Il viaggio di Anis non dura molto. Non riuscendo ad arrivare in America in maniera regolare non possedendo il visto, decide di partire come clandestino su una barca che lo condurrà alla morte in un naufragio (probabilmente non è casuale che trovi la morte proprio su una barca in mare, che si contrappone all'acqua sicura del villaggio nella quale i due ragazzi all'inizio giocavano a spingere le loro barchette di carte, piccole probabilmente come la loro realtà, ma sicuramente non pericolose).
La scena finale è quella della fedele Zina che piange sul cadavere del ragazzo, che le è stato portato via prima dal mare e poi dai portantini, che portano via la stella che è nata nel suo cuore, è brillata per poco nella finzione del cinema, ma che ora è caduta per sempre.
Per chiudere il film, il regista sceglie coerentemente di inserire ancora una volta uno spezzone del film Queimada con il volto di Brando che suggerisce: “ogni volta che faccio qualcosa, lo voglio fare bene e lo porto a termine con chiarezza”.

## Citazioni e riferimenti
Il film contiene numerosi spezzoni e riferimenti ai film di Brando tra cui:
- Queimada di Gillo Pontecorvo (1969): il film si apre e si chiude a struttura circolare con due spezzoni tratti dal film del regista italiano.
- Un tram che si chiama desiderio di Elia Kazan (1951): Anis vede i titoli di testa del DVD di James e poi prova la drammatica scena dell'invocazione di Stella.
- Ultimo tango a Parigi di Bernardo Bertolucci (1972): Anis e Tatay guardano al DVD la famosa scena del burro.
- Giulio Cesare di Joseph Leo Mankiewicz (1953): Anis recita il discorso di Marco Antonio in costume romano, con la voce di Brando in sovraimpressione.
- Viva Zapata! di Elia Kazan (1952): Anis indossa un paio di baffi finti e si fa fotografare da James.

Behi d'altronde cita anche altri lungometraggi in merito al rapporto Hollywood-mondo arabo:
- Il ladro di Bagdad di Arthur Lubin e Bruno Vailati (1961) per quanto concerne gli scontri tra gli abitanti locali e la troupe italiana.
- I predatori dell'arca perduta di Steven Spielberg (1981) per lo sgomento della popolazione islamica messo a tacere davanti alle scene in cui Indiana Jones affronta dei personaggi arabi.
- Black Hawk Down - Black Hawk abbattuto di Ridley Scott (2001), Syriana di Stephen Gaghan (2005) e Green Zone di Paul Greengrass (2010) per il diverso modo di concepire il mondo mediorientale dopo l'11 settembre.

## Premi
Always Brando è candidato al concorso per Miglior Film Africano alla 22ª edizione del Festival del cinema africano, d'Asia e America Latina di Milano. È stato presentato inoltre al Toronto International Film Festival del 2011 e all'Abu Dhabi Film Festival, sempre nel 2011, in cui Ridha Behi ha vinto nella sezione "Best Producer from the Arab World".